# Ford megye (Illinois)
Ford megye az Amerikai Egyesült Államokban, azon belül Illinois államban található. Megyeszékhelye és legnagyobb városa Paxton. Lakosainak száma 13 534 fő (2020. április 1.). Ford megye Kankakee, Iroquois, Vermilion, Champaign, McLean és Livingston megyékkel határos.

## Népesség
A megye népességének változása:
| Lakosok száma | 14 077 | 13 963 | 13 997 | 13 832 | 13 736 | 13 534 |
|               | 2010   | 2011   | 2012   | 2013   | 2015   | 2020   |